# Rhomphaea sagana
Rhomphaea sagana är en spindelart som först beskrevs av Wilhelm Dönitz och Embrik Strand 1906.  Rhomphaea sagana ingår i släktet Rhomphaea och familjen klotspindlar. Inga underarter finns listade i Catalogue of Life.